# Надіне Ернстінґ-Крінке
Надіне Ернстінґ-Крінке (нім. Nadine Ernsting-Krienke, 5 лютого 1974) — німецька хокеїстка на траві.
Олімпійська чемпіонка 2004 року, срібна призерка 1992 року, учасниця 1996, 2000 років.
Срібна призерка Чемпіонату Європи 1991, 1999 років, бронзова призерка 1995, 2003 років.
Переможниця Трофею чемпіонів 2006 року, срібна призерка 1991, 1997, 2000, 2004 років, бронзова призерка 1993, 1999, 2007 років.
Переможниця Виклику чемпіонів 2003 року.
Бронзова призерка Чемпіонату світу 1998 року.